# Bagnoli Friularo
Pour les articles homonymes, voir Bagnoli (homonymie).
 (novembre 2019).
Le bagnoli friularo ou friularo de bagnoli est un vin DOCG de Vénétie. 
Il est produit dans les communes d’Agna, Arre, Bagnoli di Sopra, Battaglia Terme, Bovolenta, Candiana, Due Carrare, Cartura, Conselve, Monselice, Pernumia, San Pietro Viminario, Terrassa Padovana et Tribano dans la province de Padoue.

## Histoire
Il n’existe pas d’indication précise concernant la date d’introduction de Friularo dans cette aire de répartition. Certains chercheurs reconnaissent dans la dénomination « Friularo » (en patois « Frigoearo ») la racine latine « frigus » :  qui signifie « froid » et la terminaison « aro » se traduisant par « celui qui fait ». Cette dénomination pourrait se référer à la vendange tardive qui est pratiquée depuis toujours dans cette région.
Le premier document concernant les vins Bagnoli est l’acte de donation du marquis du Domaine de Bagnoli à l’évêque de Padoue de 954 apr. J. - C., tandis que le premier document se référant explicitement à « Friularo di Bagnoli » est un manuscrit de 1774 qui établit la liste des cépages cultivés dans la région, accompagnés de leur prix du marché. Le Friularo se présente comme le cépage à la fois le plus coûteux et le plus populaire.
En 1924, A. Marescalchi, un politicien italien écrivit : « Le Friularo est le vin rouge de plaine le plus renommé de la province de Padoue »[réf. nécessaire].
Le cahier des charges actuel[évasif] fut précédé par l’approbation de l’appellation IGP (DOC) par le décret ministériel de 16 août 1995. L’appellation AOC (DOCG) fut approuvée par le décret ministériel du 8 novembre 2011 (J.O. 276 - 26 novembre 2011). Le cahier des charges fut modifié par le DM de 30 novembre 2011 (Publié sur le site officiel du Mipaaf Section de qualité et de sécurité - Vins DOP et IGP), tandis que la dernière modification du cahier des charges fut apportée par le DM du 7 mars 2014 (Publié sur le site officiel du Mipaaf Section de qualité et de sécurité - Vins DOP et IGP).

## Situation géographique

### Géologie
La partie nord, et plus précisément les communes de Battaglia Terme et Monselice présentent des sols à l’origine desquels est la désagrégation des roches volcaniques. Ainsi, ils se caractérisent par une bonne structure. En outre, ces sols sont très bien drainés et riches en minéraux et en oligoéléments.
Les zones de plaines d’autres communes se caractérisent par la richesse en minéraux due aux sédiments des fleuves Adige, Bacchiglione et Brenta. Les sols de ce type présentent un pourcentage plus élevé de limon et de matière organique que les sols non alluvionnaires. 

### Climatologie
Le climat de la région est tempéré : les hivers sont doux et les étés chauds et secs.
L’aire de répartition est caractérisée par des vents provenant du nord-est et, vu la proximité de la mer, par des brises marines et le vent du nord appelé « Bora ». Ces conditions climatiques empêchent la stagnation de l’humidité, surtout pendant les mois d’été, ce qui est un facteur très positif. Au cours de la phase de maturation, les différences de température considérables suscitent l’augmentation des substances phénoliques et de la couleur de la baie.
La pluviosité moyenne annuelle varie entre 700 et 900 mm et elle atteint son pic au printemps et à l’automne.

## Encépagement
Dans la production du vin bagnoli friularo, est principalement le cépage raboso piave, à 90 %. Toutefois, les cépages à baies noires, aptes à la culture dans la province de Padoue, peuvent être également utilisés dans une mesure qui n’excède pas 10%.

## Viticulture
Les raisins aptes à produire le bagnoli friularo doivent être cultivés sur les terrains d'origine sédimentaire alluviale et sur les terrains contenant les concrétions calcaires. Dans la culture des cépages sont admises la taille en espalier et la taille en cordon de Royat. 
Toute pratique de forçage est interdite, tandis que l’irrigation secondaire est admise. Les vignobles se caractérisent par une densité de plantation restreinte (2 500 pieds / hectare).
Le rendement maximal de raisin en vin ne doit pas dépasser 70 %[pas clair]. Au-delà de cette limite, le lot entier perd le droit à l’appellation d’origine contrôlée.
Le titre alcoométrique volumique minimal naturel du raisin doit être au moins de 10 % vol.
Une période de douze mois au minimum est obligatoire[pas clair]. Cette période doit commencer à partir du 1er novembre de l’année de vendange.
Toutes les opérations de passerillage, de vinification, de vieillissement et de mise en bouteille doivent être effectuées dans le périmètre de la zone d’appellation AOC (DOCG).

## Vinification
Le taux d'alcool minimum du vin  11,50 % vol, son acidité totale minimale  5,5 g/L, et son taux de résidu sec, au minimum  24,0 g/L.

## Dégustation
Le vin est caractérisé par sa couleur rouge rubis lorsque le vin est jeune, évoluant vers le rouge grenat en vieillissant.
Le bagnoli friularo présente un arôme de fruits rouges tels que la cerise et la prune. Lorsque ce vin mûrit, il acquiert l'arôme des fruits sur mûris et fruits à l’eau-de-vie, des épices telles que le cacao, la cannelle et la vanille. À ceux-ci s’ajoute la note « boisée », si le vin vieillit dans des fûts de chêne. 
En bouche, il a une saveur sèche, pleine, veloutée, intense, évoluant vers l'acidité[Passage contradictoire].

### Gastronomie
Le Bagnoli Friularo s’associe très bien à la viande rouge, en particulier au gibier, et au chocolat noir.

### Autre projet
- El Vin Friularo (vec) : un dithyrambe en patois de Venise écrit par Lodovico Pastò en honneur du vin Friularo di Bagnoli.